# Hồ Văn Ý
Hồ Văn Ý (sinh ngày 1 tháng 1 năm 1997) là một cầu thủ bóng đá trong nhà chuyên nghiệp người Việt Nam hiện đang thi đấu ở vị trí thủ môn cho câu lạc bộ Thái Sơn Nam và đội tuyển quốc gia Việt Nam.

## Sự nghiệp
Hồ Văn Ý chơi cho câu lạc bộ futsal Hoàng Thư Đà Nẵng từ năm 2015 đến năm 2017. Sau đó, anh gia nhập Thái Sơn Nam từ năm 2018 và trở thành thủ môn quan trọng nhất của câu lạc bộ.
Năm 2018, anh đã cùng Thái Sơn Nam thành công lọt vào đến trận chung kết Giải vô địch các câu lạc bộ bóng đá trong nhà châu Á 2018. Tại giải đấu này, anh đã ghi 1 bàn vào lưới Nagoya Oceans trong trận tứ kết giúp Thái Sơn Nam đánh bại họ với tỷ số 3–2. Nhờ màn trình diễn này, anh được đề cử là 1 trong 10 thủ môn bóng đá trong nhà xuất sắc nhất thế giới năm 2018.
Năm 2019, anh có pha ghi bàn trong trận Thái Sơn Nam thắng Naft Al Wasat ở Giải vô địch các câu lạc bộ châu Á.
Văn Ý đã góp công lớn giúp đội tuyển futsal Việt Nam giành vé tham dự vòng chung kết Giải vô địch bóng đá trong nhà thế giới vào năm 2021, và là một trong những nhân tố xuất sắc nhất của đội tuyển tại giải đấu đó.

## Thành tích
Cá nhân
- Thủ môn xuất sắc nhất thế giới (Đề cử[7]): 2018
- Quả bóng bạc Futsal Việt Nam: 2018[8], 2020[9]
- Quả bóng vàng Futsal Việt Nam: 2021, 2022

Câu lạc bộ
- Giải bóng đá trong nhà vô địch quốc gia Việt Nam
  - Vô địch: 2018, 2019, 2020
- Cúp Futsal Quốc gia Việt Nam
  - Vô địch: 2018, 2020
- Giải vô địch bóng đá trong nhà các câu lạc bộ châu Á
  - Á quân: 2018

Đội tuyển quốc gia
- Giải vô địch bóng đá trong nhà Đông Nam Á
  - Hạng ba (1): 2019